# Agrostis tilenii
Agrostis tilenii é uma espécie de gramínea do gênero Agrostis, pertencente à família Poaceae.